# فرودگاه ایندیانا شهرستان کلامبس
فرودگاه ایندیانا شهرستان کلامبس (به انگلیسی: Columbus Municipal Airport (Indiana)) یک فرودگاه همگانی بهره‌برداری هوایی با کد یاتا CLU است که یک باند فرود آسفالت دارد و طول باند آن ۱۹۵۱ متر است. این فرودگاه در شهر کلمبوس، ایندیانا کشور ایالات متحده آمریکا قرار دارد و در ارتفاع ۲۰۰ متری از سطح دریا واقع شده‌است.